# Острів Орлеан
 Острів Орлеа́н (фр. Île d'Orléans читається як іль д'Орлеа́н) — острів у річці Св. Лаврентія, біля міста Квебек. Входить до складу адміністративного регіону Національна столиця провінції Квебек.
Розміри: 32 км в довжину і 8 км в ширину. Площа: 195 км².
З 6 липня 1935, острів зв'язано з містом Квебек мостом Іль-д'Орлеан (фр. pont de l'île d'Orléans).

## Населення
Населення: 6 698 жителів (2007).
На острові — 6 населених пунктів, об'єднаних у регіональний муніципалітет під назвою Ль'Іль-д'Орлеан (фр. L'Île-d'Orléans):
- Сент-Фамій (фр. Sainte-Famille)
- Сен-Франсуа-де-ль'Іль-Орлеан (фр. Saint-François-de-l'Île-d'Orléans)
- Сен-Жан-де-ль'Іль-Орлеан (фр. Saint-Jean-de-l'Île-d'Orléans)
- Сен-Лоран-де-ль'Іль-Орлеан (фр. Saint-Laurent-de-l'Île-d'Orléans)
- Сент-Петроній (фр. Sainte-Pétronille)
- Сен-П'єр-де-ль'Іль-Орлеан (фр. Saint-Pierre-de-l'Île-d'Orléans)

## Історія
У 1535 році Жак Картьє назвав острів Бахус (фр. île de Bacchus), через те, що там було багато дикого винограду. Але вже 6 травня 1536 перейменував його на Орлеан, на честь Принца Орлеанського, сина тодішнього короля Франції Франциска I.
Острів почали заселяти у епоху Нової Франції. Найстарший населений пункт — село Сент-Фамій (фр. Sainte-Famille) — засновано у 1661. Колоністів приваблювала родюча земля острова.
У 1759, під час Семирічної війни, тут містився штаб англійського генерала Джеймса Вольфа.

## Сьогодні
Основа економіки острова — сільське господарство: більшість його території займають ферми. Тут зокрема вирощують полуниці, картоплю, яблука.
Інше джерело доходу — туризм. Мальовничі краєвиди, старовинні будинки, ресторани місцевих страв приваблюють тисячі відвідувачів.
На острові тривалий час жив відомий квебекський співак і поет Фелікс Льоклер (фр. Félix Leclerc).